# فرودگاه یاندیانا
فرودگاه یاندیانا  (به انگلیسی: Yandina Airport) یک فرودگاه با کد یاتا XYA است . این فرودگاه در کشور جزایر سلیمان قرار دارد .

## شرکت‌های هواپیمایی و مقصدهای پروازی
| شرکت‌های هواپیمایی | مقصدهای پروازی              |
| ----------------- | --------------------------- |
| Solomon Airlines  | هونیارا، سق [upon approval] |